# Impacto social de los automóviles

Mapa mundial de tasas de motorización, es decir, vehículos de carretera por cada 1,000 habitantes:
601+
501–600
301–500
151–300
101–150
61–100
41–60
21–40
11–20
0–10

Desde principios del siglo XX, el papel del automóvil ha adquirido una gran importancia, aunque ha suscitado controversia. Se utiliza en todo el mundo y se ha convertido en el modo de transporte más popular en muchos de los países más desarrollados . En los países en desarrollo, hay menos automóviles y sus efectos en la sociedad son menos visibles, aunque importantes. La difusión del automóvil se basó en cambios anteriores en el transporte provocados por los ferrocarriles y las bicicletas, que introdujeron cambios radicales en los patrones de empleo, las interacciones sociales, la infraestructura y la distribución de bienes.
Los automóviles permiten un acceso más fácil a lugares remotos y una movilidad cómoda, lo que ayuda a las personas a ampliar geográficamente sus interacciones sociales y económicas. Los efectos negativos del automóvil en la vida cotidiana también son significativos. Aunque la introducción del automóvil producido en masa representó una revolución en la industria y la comodidad, creando demanda de empleo e ingresos fiscales, las altas tasas de motorización también trajeron graves consecuencias para la sociedad y el medio ambiente.
Las asociaciones negativas modernas con el uso intensivo de automóviles incluyen el uso de combustibles no renovables , un aumento dramático en la tasa de muerte accidental, la desconexión de la comunidad local, la disminución de la economía local, el aumento de las enfermedades cardiovasculares, la emisión de contaminación atmosférica y acústica, la emisión de gases de efecto invernadero, la generación de expansión urbana y tráfico, la segregación de peatones y otros medios de transporte de movilidad activa, la disminución de la red ferroviaria, la decadencia urbana y el alto costo por unidad de distancia del transporte privado.
Como mucha gente no tiene coche, la desigualdad resultante intensifica las desigualdades estructurales y causa daños irreparables al medio ambiente. Por ello, descuidar las externalidades negativas de la automovilidad privada es irresponsable, y sustituir los vehículos de motor de combustión por vehículos eléctricos es simplemente una estrategia para perder más lentamente desde el punto de vista social y medioambiental.

## Historia

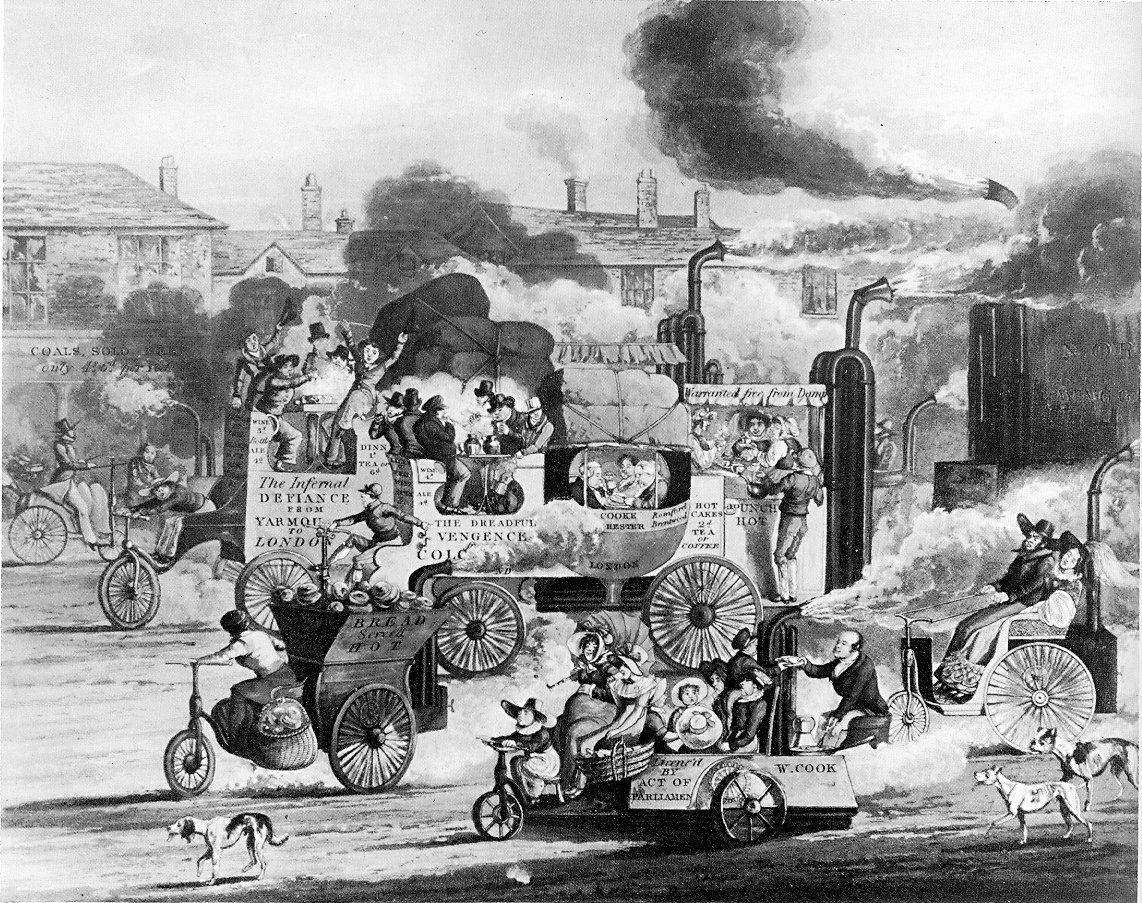
Caricatura de 1831 que advierte sobre los peligros viales del futuro.

A principios del siglo XX, los automóviles entraron en producción en masa. Estados Unidos produjo 45.000 automóviles en 1907, pero 28 años después, en 1935, esa cantidad se había multiplicado por casi 90, hasta alcanzar los 3.971.000. El aumento de la producción requirió una gran nueva fuerza laboral. En 1913, 14.366 personas trabajaban para la Ford Motor Company, y en 1916 esa cifra había aumentado a 132.702. Bradford DeLong, un historiador económico, señaló que "muchas más personas hacían cola fuera de la fábrica de Ford en busca de oportunidades de trabajar en lo que les parecía (y para quienes no les importaba mucho el ritmo de la línea de montaje) un increíble despilfarro de trabajo". Hubo un aumento en la necesidad de trabajadores en grandes empresas nuevas de alta tecnología como Ford. El empleo aumentó enormemente.

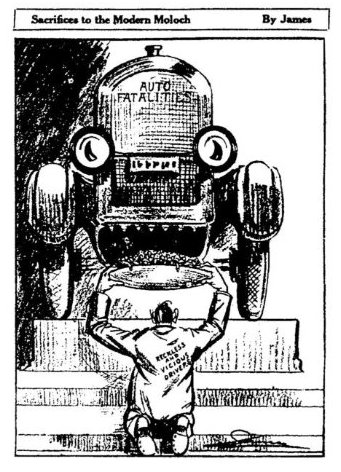
Sacrificios al moderno Moloch, caricatura publicada en 1923 en el St. Louis Star, que critica la aparente aceptación por parte de la sociedad del aumento de las muertes relacionadas con los automóviles.

Cuando la era del motor llegó a los países occidentales a principios del siglo XX, muchos intelectuales conservadores se opusieron al aumento del tráfico motorizado en las carreteras. Los nuevos vehículos eliminaban espacio para los peatones y hacían que caminar fuera más peligroso, y las colisiones de automóviles se convirtieron en una de las principales causas de muerte de peatones.
W. S. Gilbert, el famoso libretista británico, escribió a The Times el 3 de junio de 1903:

Señor, me complace la sugerencia de su entusiasta corresponsal Sir Ralph Payne-Gallwey de que todos los peatones estén legalmente autorizados a disparar escopetas (el calibre de las balas se limitará, por razones humanitarias, al número 8 o al número 9) contra todos los automovilistas que parezcan estar siendo empujados al peligro común. Esto no sólo proporcionaría un castigo rápido y eficaz para el automovilista que cometiera un delito, sino que también proporcionaría a los habitantes de las carreteras principales populares un cómodo aumento de ingresos. "Disparos de motor por una sola escopeta" apelaría fuertemente a los instintos deportivos del verdadero británico y proporcionaría una amplia compensación a los propietarios de propiedades elegibles al borde de la carretera por la intolerable molestia causada por los enemigos de la humanidad.

Diez años más tarde, Alfred Godley escribió una protesta más elaborada, "El autobús motorizado", un poema que combinaba inteligentemente una lección de gramática latina con una expresión de desagrado por la nueva forma de transporte motorizado.

## Acceso y conveniencia

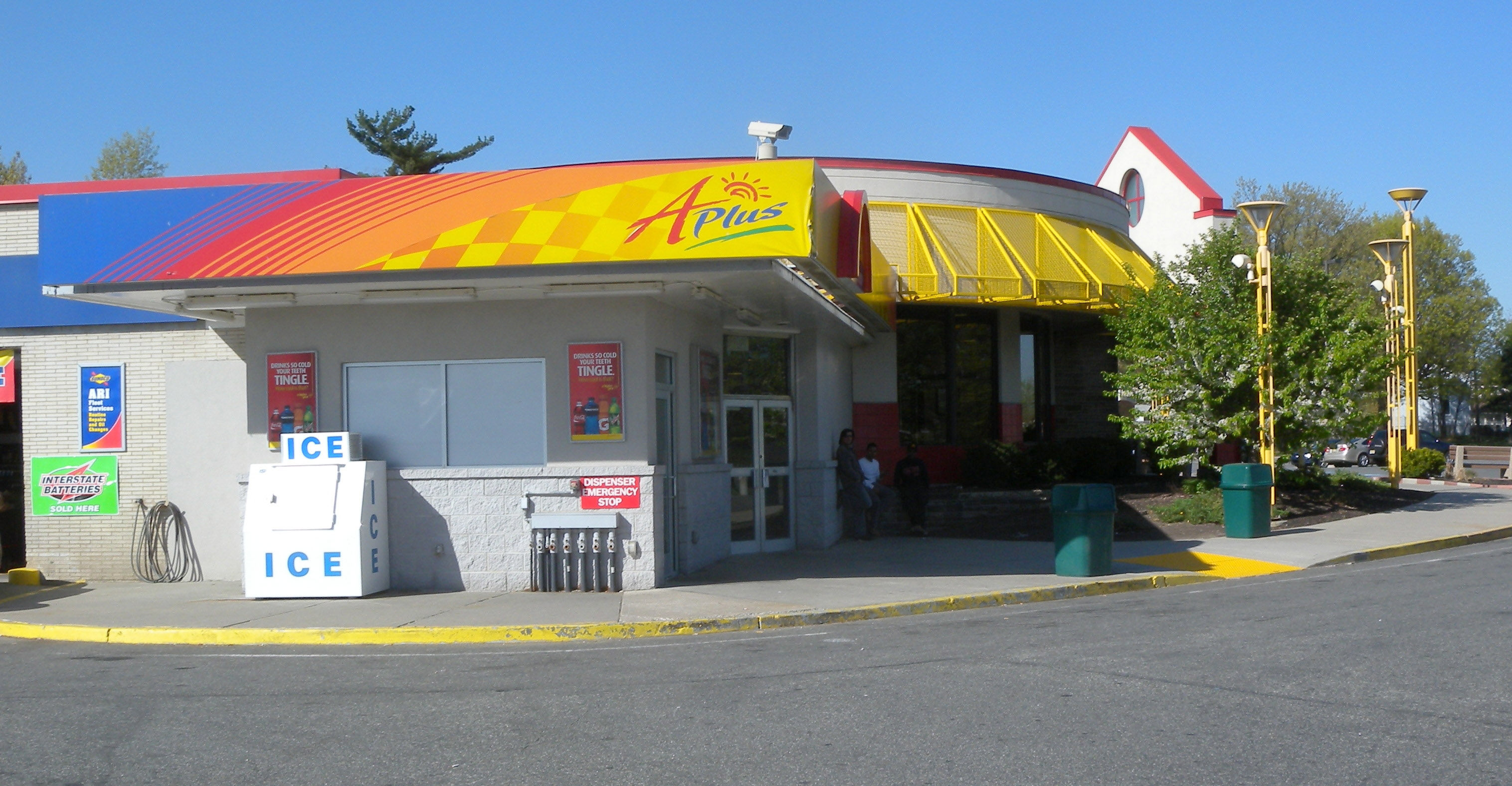
Tienda de conveniencia en un área de descanso que atiende a los usuarios de New Jersey Turnpike.

En todo el mundo, el automóvil ha permitido un acceso más fácil a lugares remotos. Más personas se han ido a vivir a esos lugares remotos y se desplazan a trabajar. La congestión del tráfico y la expansión urbana resultantes han provocado un aumento de los tiempos medios de viaje en las grandes ciudades y el desmantelamiento de los sistemas de tranvías más antiguos. El aumento de la contaminación del aire y el ruido, y la disminución de la seguridad vial, disminuyen la calidad de vida.
Entre los ejemplos de problemas de acceso de los automóviles en los países subdesarrollados se encuentra la pavimentación de la Carretera Federal 1 a través de Baja California en México, completando la conexión de Cabo San Lucas con California. En Madagascar, alrededor del 30% de la población no tiene acceso a carreteras fiables en todo tipo de condiciones meteorológicas. En China, en 2003, 184 ciudades y 54.000 aldeas no tenían autopistas (o carreteras en absoluto).

## Cambios económicos

### Empleo y hábitos de consumo

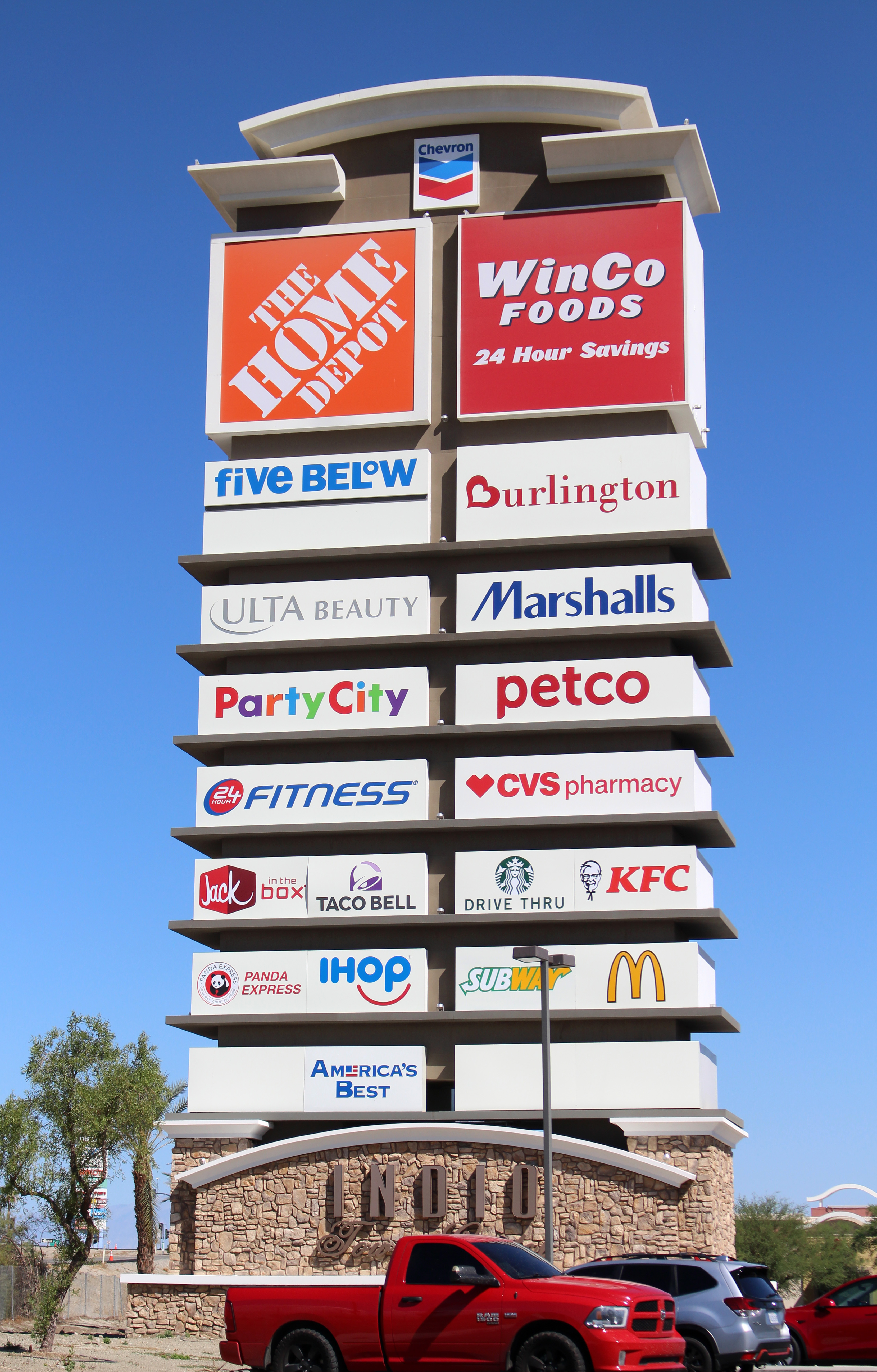
Un cartel alto al costado de la carretera atrae a los conductores de la autopista hacia un centro de energía cercano.

El desarrollo del automóvil ha contribuido a cambios en la distribución del empleo, los patrones de compra, las interacciones sociales, las prioridades de fabricación y la planificación urbana; El creciente uso de los automóviles ha reducido el papel de los peatones, los caballos y los ferrocarriles.
Además de los fondos para la construcción de carreteras, en muchos lugares también se fomentó el uso del coche a través de nuevas leyes de zonificación que exigían que cualquier empresa nueva construyera una cierta cantidad de aparcamientos en función del tamaño y el tipo de instalación. El efecto fue la creación de muchos espacios de aparcamiento gratuitos y de lugares de negocios más alejados de la carretera. En conjunto, esto dio lugar a asentamientos menos densos y a que el estilo de vida sin coche fuera cada vez menos atractivo.
Los parques comerciales atraen ingresos que no se destinan a las calles principales y los centros urbanos. Muchos de los nuevos centros comerciales y suburbios no instalaron aceras, lo que hizo que el acceso peatonal fuera peligroso. Esto tuvo el efecto de alentar a la gente a conducir, incluso para trayectos cortos que podrían haberse hecho a pie, aumentando y consolidando así la dependencia automovilística estadounidense. Las oportunidades de empleo, actividades y vivienda se ampliaron para los usuarios, y se redujeron para los que no tenían coche.

### Crecimiento económico

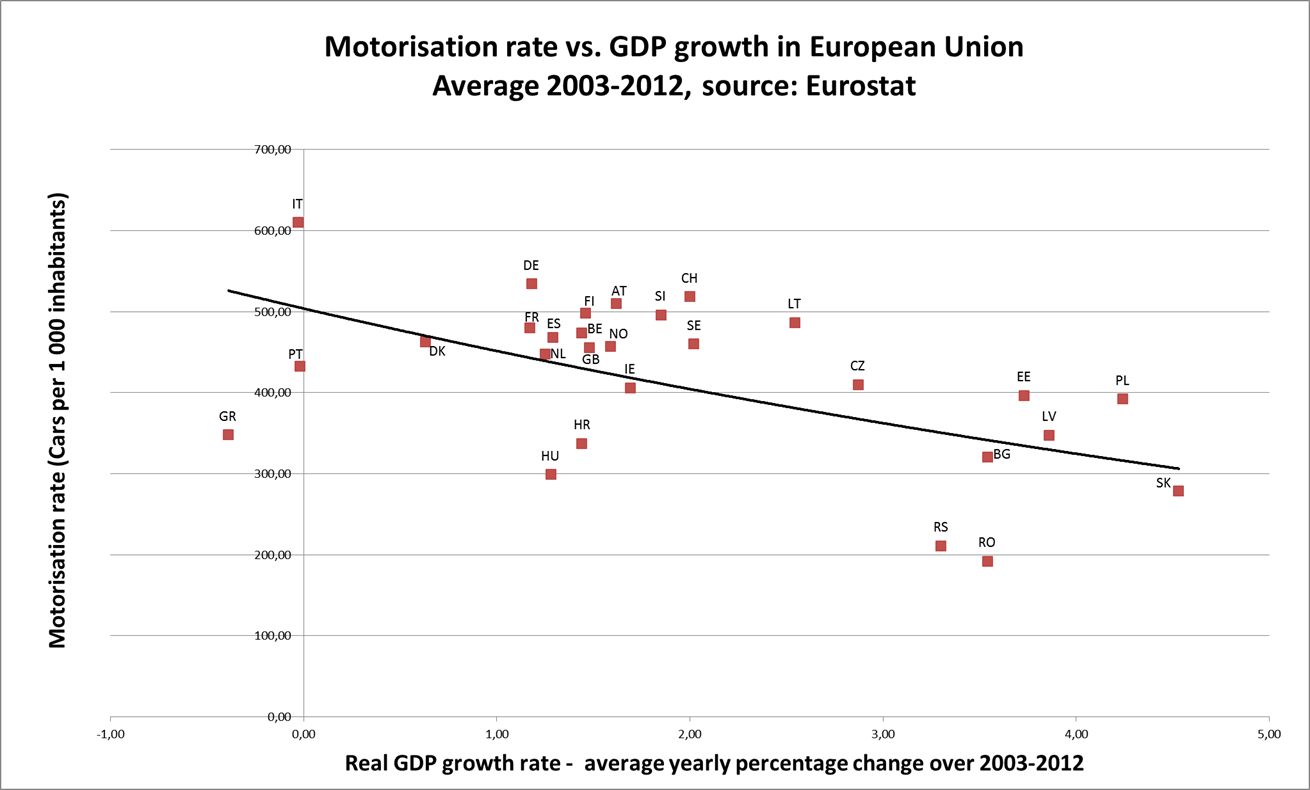
Tasa de motorización contra el Crecimiento económico en países europeos cuya población a 1 millón habitantes. Fuente: Eurostat.

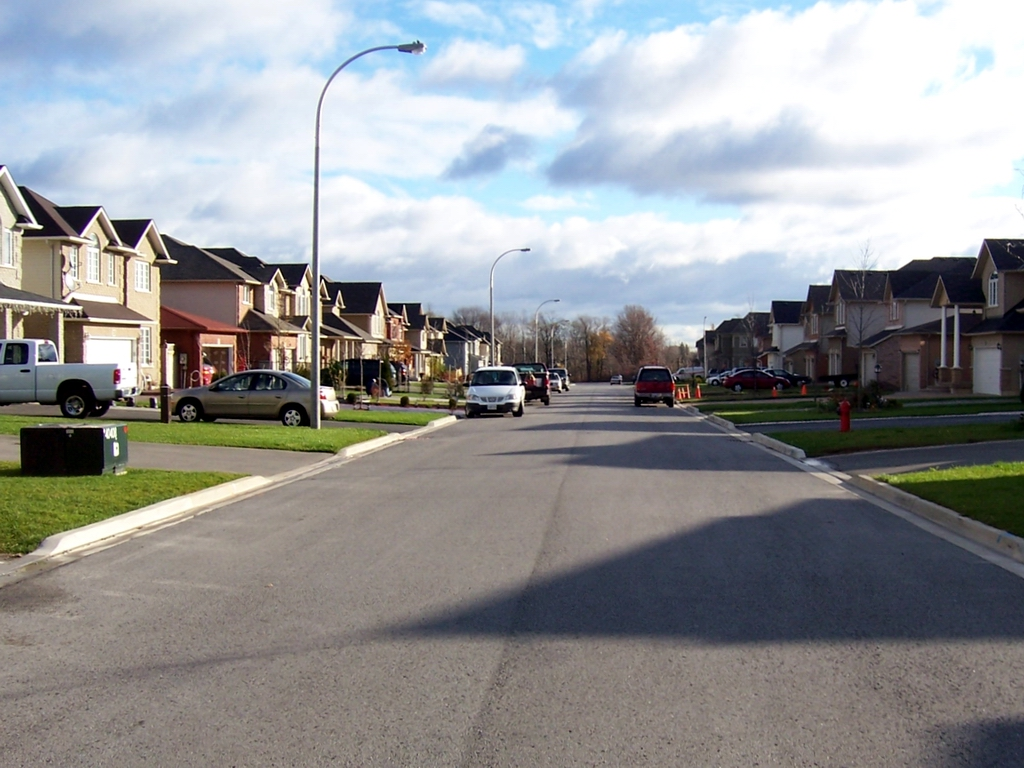
Calle suburbana sin acera, donde el peatón debe compartir la vía con los automóviles.

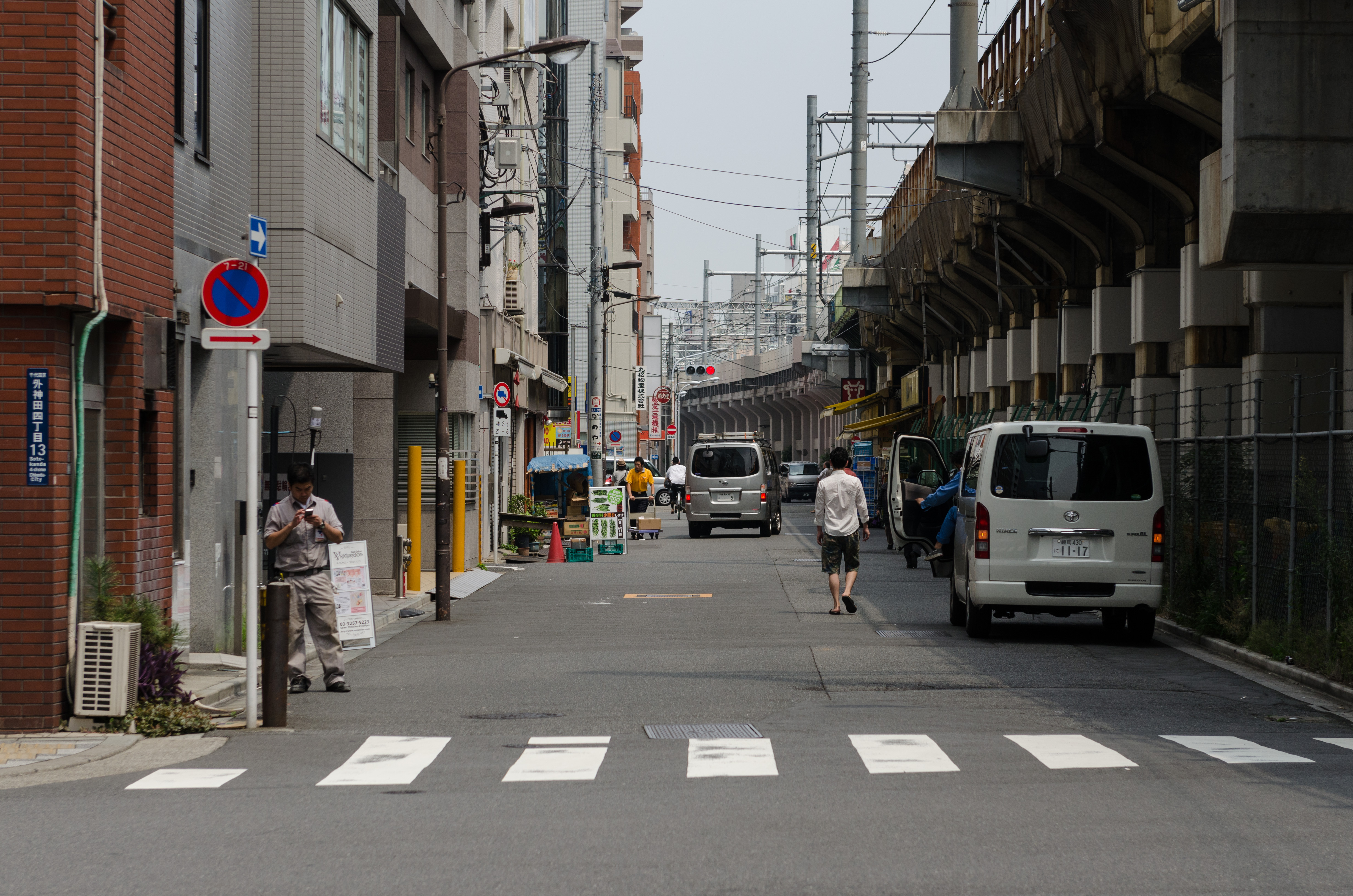
Algunas calles dentro de las ciudades también carecen de aceras.

En países con grandes fabricantes de automóviles, como Estados Unidos o Alemania, un cierto grado de dependencia del automóvil puede ser positivo para la economía a nivel macroeconómico, ya que demanda producción de automóviles, lo que también resulta en creación de empleo e ingresos fiscales. Estas condiciones económicas fueron particularmente válidas durante la década de 1920, cuando el número de automóviles, en todo el mundo, estaba aumentando rápidamente, pero también durante la expansión económica posterior a la Segunda Guerra Mundial.  A pesar de los efectos crecientes proporcionados por el automóvil en la economía de algunos países, los países se especializan, exportando algunos productos e importando otros. Varios países dependientes del automóvil, que carecen de una industria automotriz y pozos de petróleo, deben importar vehículos y combustible, lo que afecta su balanza comercial. Por ejemplo, la mayoría de los países europeos dependen de las importaciones de combustibles fósiles. Solo unos pocos, como Alemania o Francia, fabrican suficientes automóviles para satisfacer la demanda de su país. Estos factores afectan el crecimiento económico en la mayoría de los países europeos.

### Empleo en la industria automotriz
En 2009, la industria manufacturera de vehículos de motor de Estados Unidos empleaba a 880.000 trabajadores, o aproximadamente el 6,5% de la fuerza laboral manufacturera del país.

## Tráfico
El ciclismo fue adquiriendo cada vez más importancia en Europa durante la primera mitad del siglo XX, pero en Estados Unidos disminuyó drásticamente entre 1900 y 1910. Los automóviles se convirtieron en el principal medio de transporte. Durante la década de 1920, las bicicletas comenzaron a considerarse juguetes infantiles y, en 1940, la mayoría de las bicicletas en Estados Unidos estaban hechas para niños.
Desde principios del siglo XX hasta después de la Segunda Guerra Mundial, las bicicletas roadster constituían la mayoría de las bicicletas para adultos vendidas en el Reino Unido y en muchas partes del Imperio británico. Durante muchos años después de la llegada de la motocicleta y el automóvil, siguieron siendo el principal medio de transporte para adultos.

### En la posguerra
En varios países, tanto de ingresos altos como bajos, las bicicletas han conservado o recuperado esta posición. En Dinamarca, las políticas en favor de la bicicleta se adoptaron como consecuencia directa de la crisis del petróleo de 1973, mientras que en los Países Bajos la defensa de la bicicleta comenzó en serio con una campaña contra las muertes en accidentes de tráfico llamada "Detengan el asesinato de niños". Hoy en día, ambos países tienen una alta proporción de ciclistas y, al mismo tiempo, una alta tasa de propietarios de automóviles.

## Cambios culturales

### División modal
Antes de la aparición del automóvil, los principales medios de transporte en las ciudades eran los caballos, los viajes a pie y (desde el siglo XIX) los tranvías. Los caballos requieren una gran cantidad de cuidados, por lo que se mantenían en instalaciones públicas que normalmente estaban lejos de las residencias. Los ricos podían permitirse el lujo de tener caballos para uso privado, de ahí que el término comercio de carruajes se refiriera al patrocinio de la élite. El estiércol de caballo que se dejaba en las calles también creaba un problema de saneamiento.

### Distancia
La motocicleta hizo que los viajes regulares de media distancia fueran más cómodos y asequibles, y después de la Primera Guerra Mundial, también lo hizo el automóvil, especialmente en áreas sin ferrocarriles. Debido a que los automóviles no requerían descanso, eran más rápidos que los medios de transporte tirados por caballos y pronto tuvieron un costo total de propiedad más bajo, más personas pudieron viajar rutinariamente más lejos que en épocas anteriores. La construcción de autopistas en la década de 1950 continuó con esta tendencia.  Algunos expertos sugieren que muchos de estos cambios comenzaron durante la temprana edad de oro de la bicicleta, de 1880 a 1915.

### Cambios en la sociedad urbana

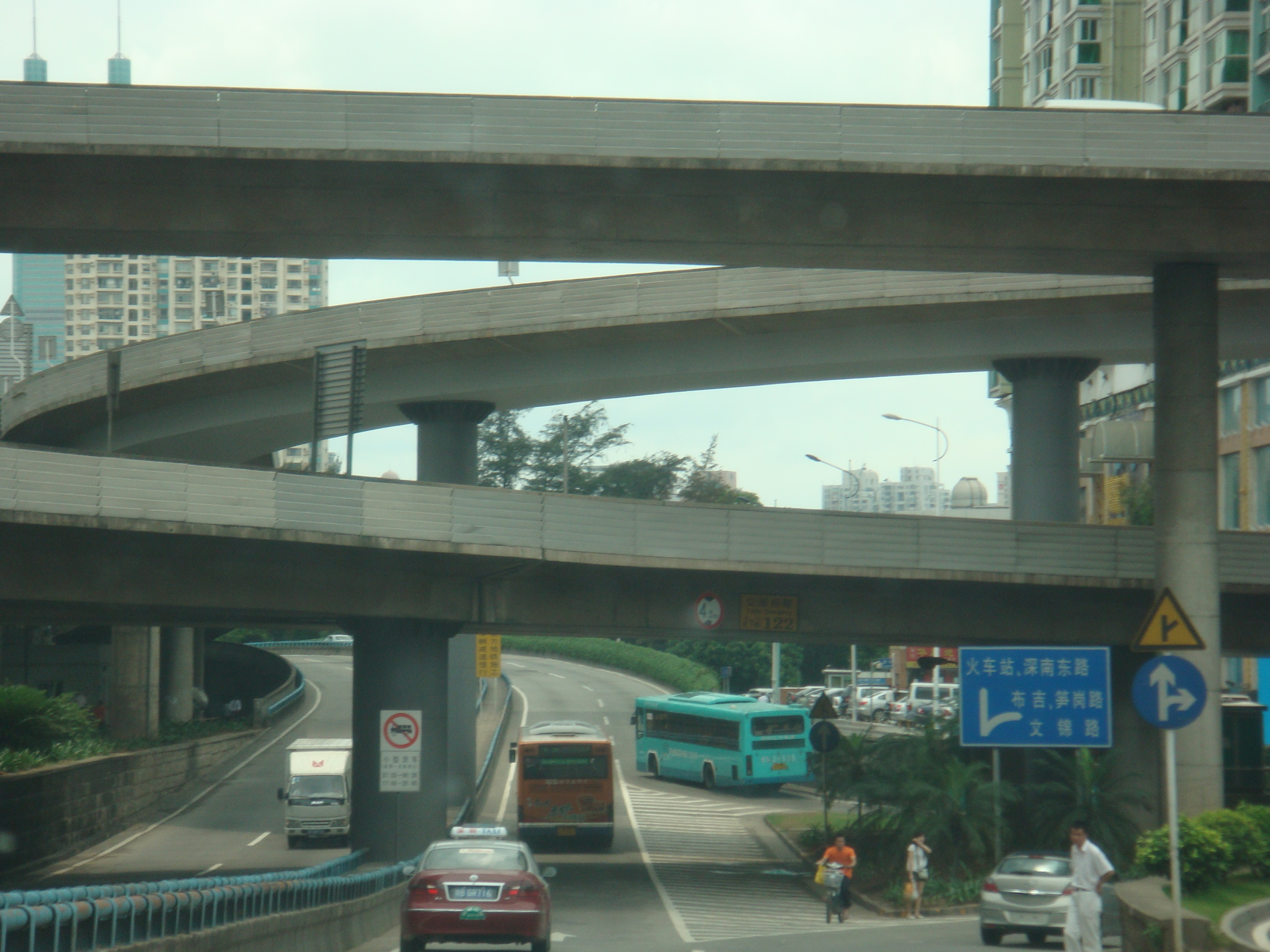
Intercambiador vial en Shenzhen.

A partir de la década de 1940, la mayoría de los entornos urbanos de los Estados Unidos perdieron sus tranvías, teleféricos y otras formas de tren ligero, que fueron reemplazados por autobuses o autocares propulsados por diésel. Muchos de estos nunca han vuelto a funcionar, pero algunas comunidades urbanas acabaron instalando sistemas de transporte rápido.
Otro cambio que trajo consigo el automóvil es que los peatones urbanos modernos deben estar más alerta que sus antecesores. En el pasado, un peatón tenía que preocuparse por los tranvías relativamente lentos u otros obstáculos en el camino. Con la proliferación del automóvil, un peatón tiene que anticipar los riesgos de seguridad de los automóviles que viajan a alta velocidad porque pueden causar lesiones graves a una persona y pueden ser fatales, a diferencia de épocas anteriores, cuando las muertes en el tráfico generalmente se debían a caballos que se escapaban de control.

### Advenimiento de la sociedad urbana
Después de la Segunda Guerra Mundial en los Estados Unidos, las políticas y regulaciones gubernamentales como la Ley de Ayuda Federal para Carreteras de 1956, las hipotecas de bajo costo a través del G.I. Bill y la segregación residencial se combinaron con la huida de los blancos para fomentar la creación de suburbios. La opulencia suburbana condujo a una generación de baby boomers muy alejada de las dificultades de sus padres. Los estándares comunitarios del pasado, impulsados por la escasez y la necesidad de compartir los recursos públicos, dieron paso a nuevos credos de autoexploración. A medida que la economía de los años 1950 y 1960 floreció, las ventas de automóviles crecieron de manera constante, de 6.000.000 de unidades vendidas por año en los Estados Unidos a 10.000.000. Las mujeres casadas ingresaron a la fuerza laboral y los hogares con dos automóviles con entradas y garajes se volvieron algo común. En la década de 1970, sin embargo, el estancamiento económico comparativo experimentado entonces fue acompañado por una autorreflexión social sobre los cambios que trajo el automóvil. Los críticos de la sociedad automovilística no encontraron nada positivo en la decisión de mudarse a los suburbios; el traslado físico se consideró una huida. La industria automotriz también estaba bajo ataque desde los frentes burocráticos, y las nuevas regulaciones de emisiones y CAFÉ comenzaron a obstaculizar los márgenes de ganancia de los tres grandes fabricantes de automóviles mientras Estados Unidos entraba en recesión.
Kenneth R. Schneider, en Autokind vs Mankind (1971), hizo un llamamiento a la guerra contra el automóvil, lo ridiculizó por ser un destructor de ciudades y comparó su proliferación con una enfermedad. En combinación con su segundo libro On the Nature of Cities (1979), hizo un llamamiento a la lucha para detener y revertir parcialmente los desarrollos negativos en el transporte, aunque en su momento fue en gran medida ignorado. El conocido crítico social Vance Packard, en A Nation of Strangers (1972), culpó a la movilidad geográfica posibilitada por el automóvil de la soledad y el aislamiento social. Las ventas de automóviles alcanzaron su punto máximo en 1973, con 14,6 millones de unidades vendidas, y no alcanzarían niveles comparables hasta una década después. A la guerra árabe-israelí de 1973 le siguió el embargo petrolero de la OPEP, lo que provocó una explosión de precios, largas colas en las gasolineras y conversaciones sobre el racionamiento del combustible.
Aunque en retrospectiva puede parecer claro que la cultura automovilística y suburbana seguiría existiendo, como lo hizo en los años 1950 y 1960, no existía tal certeza en la época en que el arquitecto británico Martin Pawley escribió su obra seminal, The Private Future (1973). Pawley llamó al automóvil "el símbolo de la privatización; el símbolo y la realidad de la retirada de la comunidad" y percibió que, a pesar de sus desgracias momentáneas, su dominio en la sociedad norteamericana continuaría. El coche era un mundo privado que permitía la fantasía y la evasión, y Pawley predijo que crecería en tamaño y en capacidades tecnológicas. No veía ninguna patología en el comportamiento del consumidor basado en la libertad de expresión.
El mejoramiento del transporte aceleró el crecimiento de las ciudades y el desarrollo de suburbios más allá de los suburbios de tranvías de una era anterior. Hasta la llegada del automóvil, los trabajadores de las fábricas vivían cerca de la fábrica o en comunidades de alta densidad más alejadas, conectadas a la fábrica por tranvía o ferrocarril. El automóvil y los subsidios federales para carreteras y desarrollo suburbano que apoyaron la cultura del automóvil permitieron que las personas vivieran en áreas residenciales de baja densidad aún más alejadas del centro de la ciudad y en vecindarios urbanos integrados. Los suburbios industriales eran pocos, debido en parte a la zonificación de uso único, crearon pocos empleos locales y los residentes viajaban distancias más largas para trabajar cada día a medida que los suburbios continuaban expandiéndose.

## Los autos en la cultura popular

#### Estados Unidos

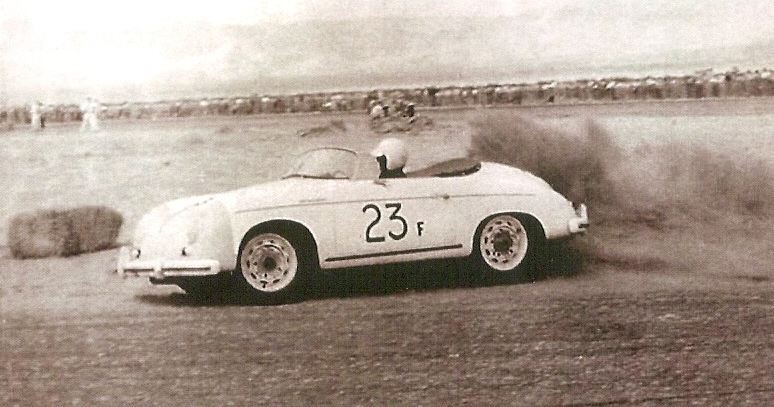
James Dean dentro de un Porsche Speedster

El automóvil ha tenido un efecto significativo en la cultura de los Estados Unidos. En la sociedad estadounidense, el automóvil ha desempeñado tradicionalmente un papel importante en la movilidad personal y a menudo se lo considera un símbolo de independencia, individualismo y libertad. Según la revista de negocios alemana Manager Magazin, Estados Unidos es considerado "el país del automóvil por excelencia", siendo la "patria de los restaurantes con servicio para autos, los cines en coche y la Ruta 66".
Al igual que otros vehículos, los automóviles se incorporaron a obras de arte, incluida la música, los libros y las películas. Entre 1905 y 1908, se escribieron más de 120 canciones en las que el automóvil era el tema. Aunque autores como Booth Tarkington criticaron la era del automóvil en libros como The Magnificent Ambersons (1918), las novelas que celebraban los efectos políticos de la motorización incluían Free Air (1919) de Sinclair Lewis, que seguía los pasos de las novelas de turismo en bicicleta anteriores. Algunos expertos de principios del siglo XX dudaban de la seguridad y la idoneidad de permitir que las mujeres condujeran automóviles. Dorothy Levitt estaba entre quienes dejaron de lado tales preocupaciones, tanto que un siglo después solo había un país donde las mujeres tenían prohibido conducir. Donde los medios de comunicación del siglo XIX habían convertido en héroes a Casey Jones, Allan Pinkerton y otros incondicionales protectores del transporte público, las nuevas películas de carretera ofrecían héroes que encontraban libertad e igualdad, en lugar del deber y la jerarquía, en la carretera abierta.
George Monbiot escribe que la cultura del automóvil generalizada ha desplazado la preferencia de los votantes hacia el ala derecha del espectro político, y piensa que la cultura del automóvil ha contribuido a un aumento del individualismo y a menos interacciones sociales entre miembros de diferentes clases socioeconómicas. La American Motor League había promovido la fabricación de más y mejores automóviles desde los primeros días del automóvil, y la American Automobile Association se unió al movimiento de buenas carreteras iniciado durante la locura anterior de la bicicleta; cuando los fabricantes y los proveedores de combustible de petróleo estaban bien establecidos, también se unieron a los contratistas de construcción para presionar a los gobiernos para que construyeran carreteras públicas.

### Europa

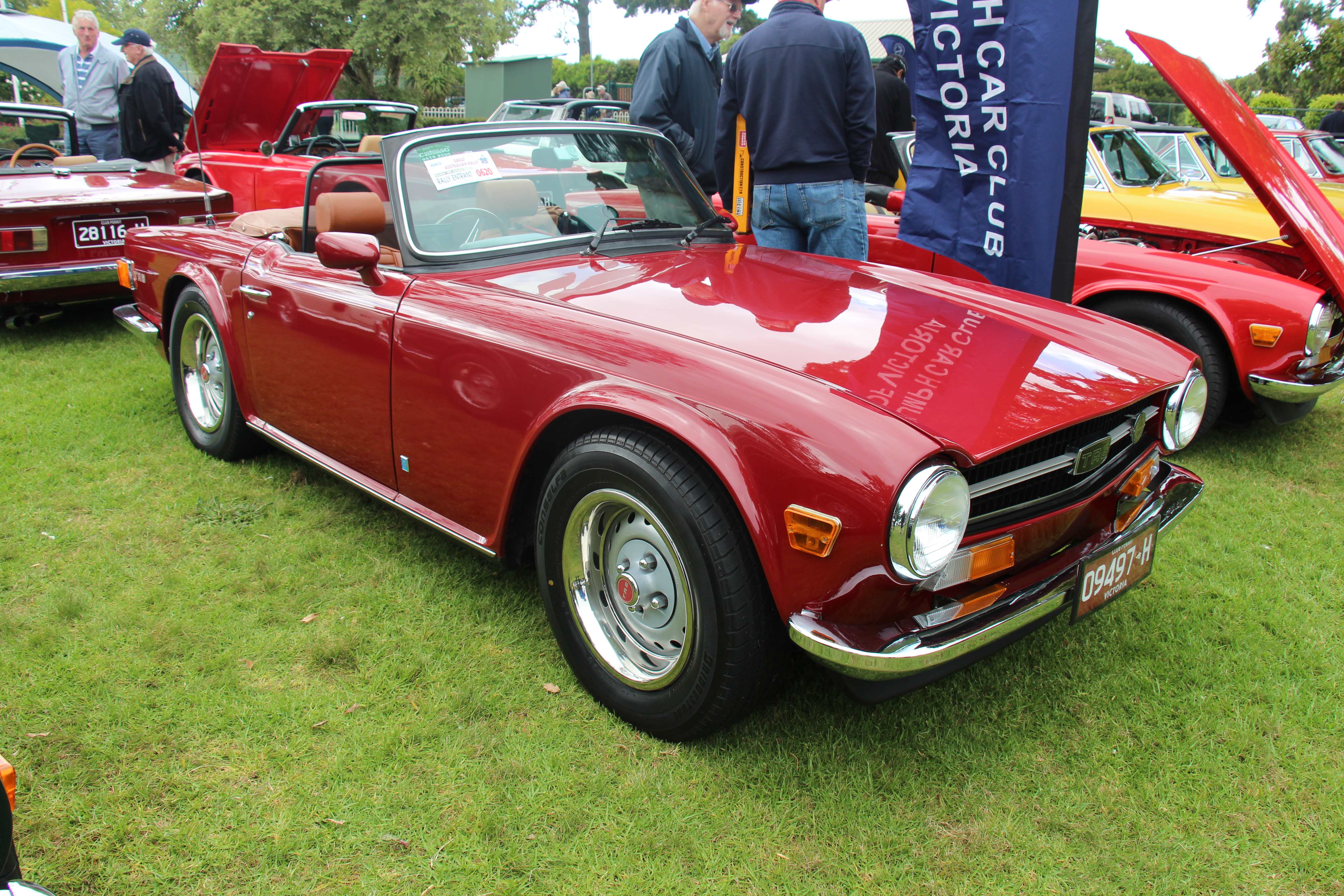
Triumph TR6 Roadster de 1973

La construcción de carreteras también estuvo influida en ocasiones por ideologías políticas de estilo keynesiano. En Europa, varios gobiernos socialdemócratas iniciaron programas de construcción masiva de autopistas después de la Segunda Guerra Mundial, en un intento de crear puestos de trabajo y poner el coche a disposición de las clases trabajadoras. A partir de los años 1970, la promoción del automóvil se convirtió cada vez más en un rasgo de algunos conservadores. Margaret Thatcher mencionó una "gran economía del automóvil" en el documento Roads for Prosperity.La crisis del petróleo de 1973 y con ella las medidas de racionamiento de combustible sacaron a la luz por primera vez en una generación cómo podrían ser las ciudades sin automóviles, revitalizando o creando conciencia ambiental en el proceso. Los partidos verdes surgieron en varios países europeos como respuesta parcial a la cultura del automóvil, pero también como el brazo político del movimiento antinuclear.

### Cine
El auge de la cultura del automóvil durante el siglo XX jugó un papel cultural importante en el cine, incluidas las películas de carretera y los éxitos de taquilla. James Bond fue visto en su Aston Martin DB5 y James Dean en otros automóviles potentes. Algunas comedias y fantasías como Susie the Little Blue Coupe, Go Trabi Go, Herbie, Chitty Chitty Bang Bang y Cars se centraron en el automóvil como personaje. Otras como A Racing Romeo , The Great Race y Racing Dreams trataban sobre carreras de automóviles.

### Radio
Con la llegada de las radios para automóviles, la programación de radio durante las horas pico pasó a conocerse como drive time. La música también hace referencia a impactos como Big Yellow Taxi.

### Los autos como estilo de vida

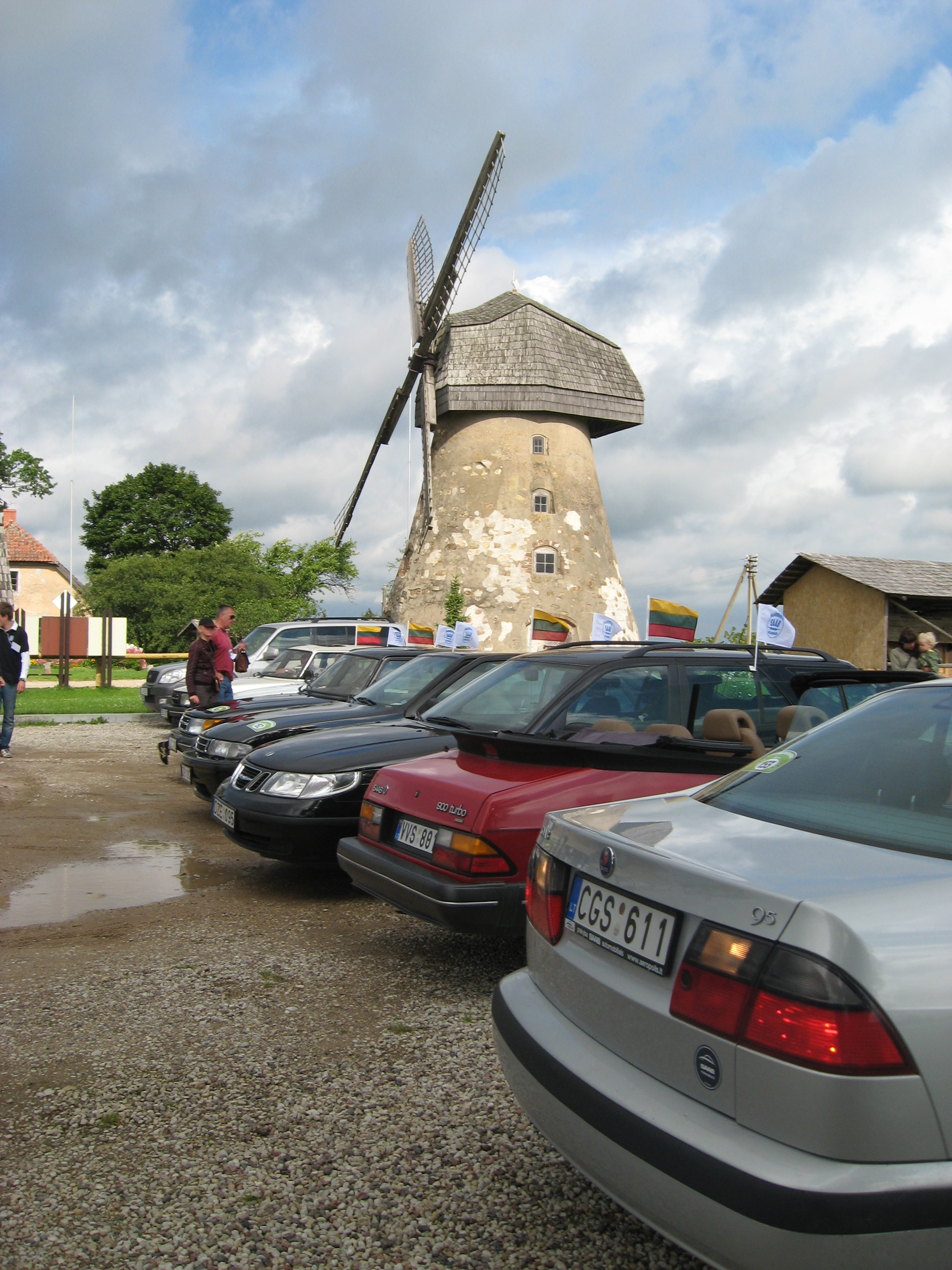
Reunión internacional del Club Saab en Letonia

Con el tiempo, el automóvil ha evolucionado más allá de ser un medio de transporte o un símbolo de estatus y se ha convertido en un tema de interés y un estilo de vida preciado entre muchas personas en el mundo, que aprecian los automóviles por su artesanía, su rendimiento, así como la amplia gama de actividades en las que uno puede participar con su automóvil. Las personas que tienen un gran interés en los automóviles y/o participan en el pasatiempo de los automóviles se conocen como "entusiastas de los automóviles".
Un aspecto importante de esta afición es el coleccionismo. Los propietarios de automóviles, especialmente los vehículos clásicos, aprecian su valor estético, recreativo e histórico. Esta demanda genera potencial de inversión y permite que algunos automóviles alcancen precios extraordinariamente altos y se conviertan en instrumentos financieros por derecho propio.
Un segundo aspecto importante de la afición por los coches es la modificación de vehículos, ya que muchos entusiastas de los coches modifican sus coches para conseguir mejoras de rendimiento o visuales. Existen muchas subculturas dentro de este segmento de la afición por los coches; por ejemplo, aquellos que construyen sus propios vehículos personalizados, principalmente basándose en la apariencia de ejemplos originales o reproducciones de diseños del mercado de coches de Estados Unidos anteriores a 1948 y diseños similares de la época de la Segunda Guerra Mundial y anteriores de otras partes del mundo, se conocen como hot rodders, mientras que aquellos que creen que los coches deben mantenerse fieles a sus diseños originales y no ser modificados se conocen como "puristas".
Además, los deportes de motor (tanto profesionales como amateurs) y los eventos de conducción ocasional, donde los entusiastas de todo el mundo se reúnen para conducir y exhibir sus autos, también son pilares importantes de la afición automovilística. Ejemplos notables de tales eventos son el rally anual de autos clásicos Mille Miglia y la carrera de supercoches Gumball 3000.
Se han creado muchos clubes de coches para facilitar las interacciones sociales y el compañerismo entre aquellos que se enorgullecen de poseer, mantener, conducir y exhibir sus coches. En la actualidad, muchos eventos sociales prestigiosos en todo el mundo se centran en esta afición; un ejemplo notable es el concurso de coches clásicos Pebble Beach Concours d'Elegance.

### Infraestructura dedicada

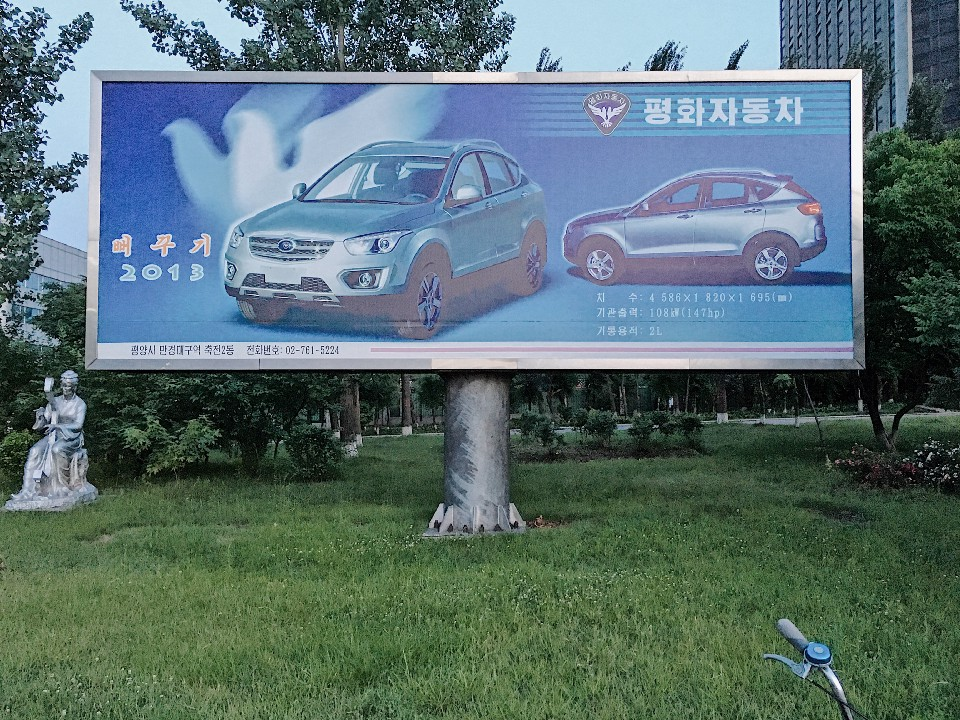
Panel publicitario en Pionyang

- Taller de reparación de automóviles
- Panel publicitario
- Ferry de coches
- Autopista de acceso controlado
- Barrera de choque
- Diner
- Auto-servicio
- Cine al aire libre
- Gasolinera
- Garaje (residencial)
- Motel
- Estacionamiento
- Parque comercial
- Zoológico de carretera
- Área de descanso
- Parque safari
- Parada de taxis

## Seguridad y colisiones de tráfico

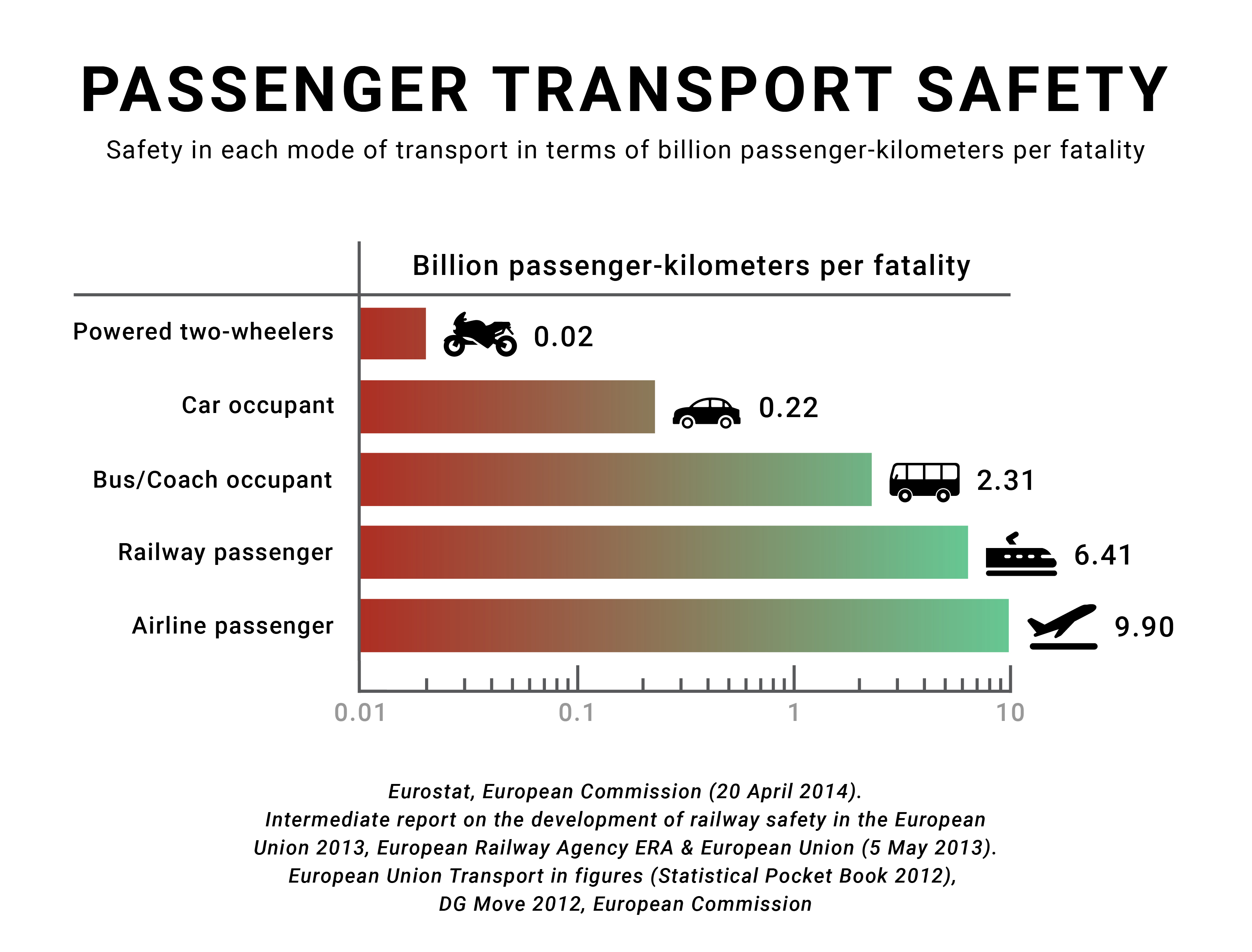
Según Eurostat, el automóvil es uno de los medios de transporte menos seguros, si se mide la seguridad en función del menor número de víctimas mortales por distancia recorrida por pasajero. Basado en datos de los países miembros de la UE-27, 2008–2010.

Los accidentes automovilísticos son la causa principal de muerte accidental en los Estados Unidos, lo que los convierte en la principal causa de muerte accidental en el país.Para las personas de entre 5 y 34 años en los Estados Unidos, los accidentes automovilísticos son la principal causa de muerte, cobrándose la vida de 18.266 estadounidenses cada año.
Se estima que las colisiones de vehículos a motor causaron la muerte de alrededor de 60 millones de personas durante el siglo XX, aproximadamente la misma cantidad de víctimas de la Segunda Guerra Mundial. Solo en 2010, 1,23 millones de personas murieron debido a colisiones de tráfico.
A pesar del alto número de muertes, la tendencia de las colisiones de vehículos de motor está mostrando una disminución. Las cifras de peajes en las carreteras en los países desarrollados muestran que las muertes por colisiones de automóviles han disminuido desde 1980. Japón es un ejemplo extremo, con muertes en la carretera disminuyendo a 5.115 en 2008, lo que representa el 25% de la tasa de 1970 per cápita y el 17% de la tasa de 1970 por distancia recorrida por vehículo. En 2008, por primera vez, más peatones que ocupantes de vehículos murieron en Japón por automóviles. Además de mejorar las condiciones generales de las carreteras, como la iluminación y las aceras separadas, Japón ha estado instalando tecnología de sistemas de transporte inteligentes, como monitores de automóviles parados, para evitar choques.

A diferencia de la mayoría de los demás países desarrollados, las muertes por accidentes de tránsito per cápita en Estados Unidos revirtieron su disminución a principios de la década de 2010.

En los países en desarrollo, las estadísticas pueden ser extremadamente inexactas o difíciles de obtener. Algunas naciones no han reducido significativamente la tasa total de mortalidad, que se sitúa en 12.000 en Tailandia en 2007, por ejemplo. En los Estados Unidos, veintiocho estados tuvieron reducciones en el número de muertes por accidentes automovilísticos entre 2005 y 2006.El 55% de los ocupantes de vehículos de 16 años o más en 2006 no usaban cinturones de seguridad cuando tuvieron un accidente. Las tendencias de mortalidad en la carretera tienden a seguir la ley de Smeed, un esquema empírico que correlaciona el aumento de las tasas de mortalidad per cápita con la congestión del tráfico.

## Delitos
Los delitos contra la circulación y los relacionados con los automóviles incluyen delitos que son anteriores al automóvil y no exclusivos de él. Muchos de ellos se han vuelto más frecuentes con el auge del automovilismo masivo.
- Coche bomba
- Robo de coche
- Tiroteo desde un vehículo en movimiento
- Conducir bajo los efectos del alcohol
- Cruzar la calle de forma imprudente
- Violación de estacionamiento
- Exceso de velocidad
- Carreras callejeras
- Homicidio vehicular

## Costos internos y externos

### Costos públicos o externos

La proporción de camiones en los vehículos estadounidenses producidos se ha triplicado desde 1975. Aunque la eficiencia de combustible de los vehículos ha aumentado dentro de cada categoría, la tendencia general hacia tipos de vehículos menos eficientes ha contrarrestado algunos de los beneficios de una mayor economía de combustible y la reducción de la contaminación y las emisiones de dióxido de carbono. Sin el cambio hacia los SUV, el uso de energía por unidad de distancia podría haber caído un 30% más de lo que cayó entre 2010 y 2022.

Según el Manual sobre estimación de costes externos en el sector del transporte elaborado por la Universidad de Delft y que es la principal referencia en la Unión Europea para evaluar las externalidades de los automóviles, los principales costes externos de conducir un automóvil son:
- costos de congestión y escasez,
- costos de accidentes,
- costos de la contaminación del aire,
- costos del ruido,
- costos del cambio climático,
- costos para la naturaleza y el paisaje,
- costos de la contaminación del agua,
- costos de la contaminación del suelo y
- costos de la dependencia energética.

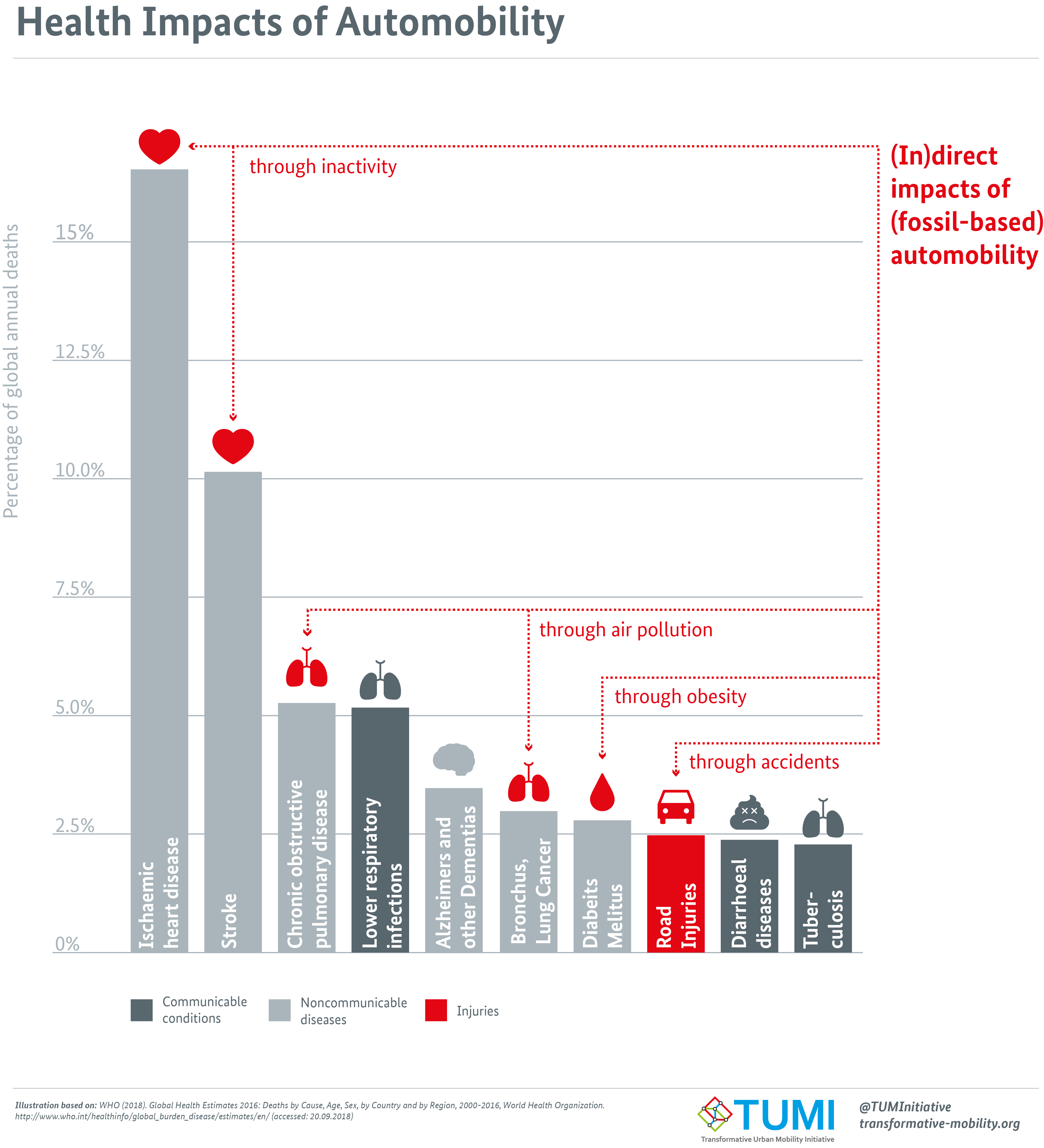
Efectos de la automovilidad sobre la salud

El uso del coche como medio de transporte crea barreras al reducir el espacio necesario para caminar y andar en bicicleta. Puede parecer un problema menor al principio, pero a largo plazo supone una amenaza para los niños y los ancianos. El transporte es un uso importante del suelo, por lo que queda menos terreno disponible para otros fines.
Los coches también contribuyen a la contaminación del aire y del agua. Aunque un caballo produce más desechos, los coches son más baratos y, por lo tanto, son mucho más numerosos en las zonas urbanas que los caballos. Las emisiones de gases nocivos como el monóxido de carbono, el ozono, el dióxido de carbono, el benceno y las partículas en suspensión pueden dañar a los organismos vivos y al medio ambiente. Las emisiones de los coches provocan discapacidades, enfermedades respiratorias y agotamiento de la capa de ozono. La contaminación acústica de los coches también puede provocar discapacidades auditivas, dolores de cabeza y estrés a quienes se exponen a ella con frecuencia.

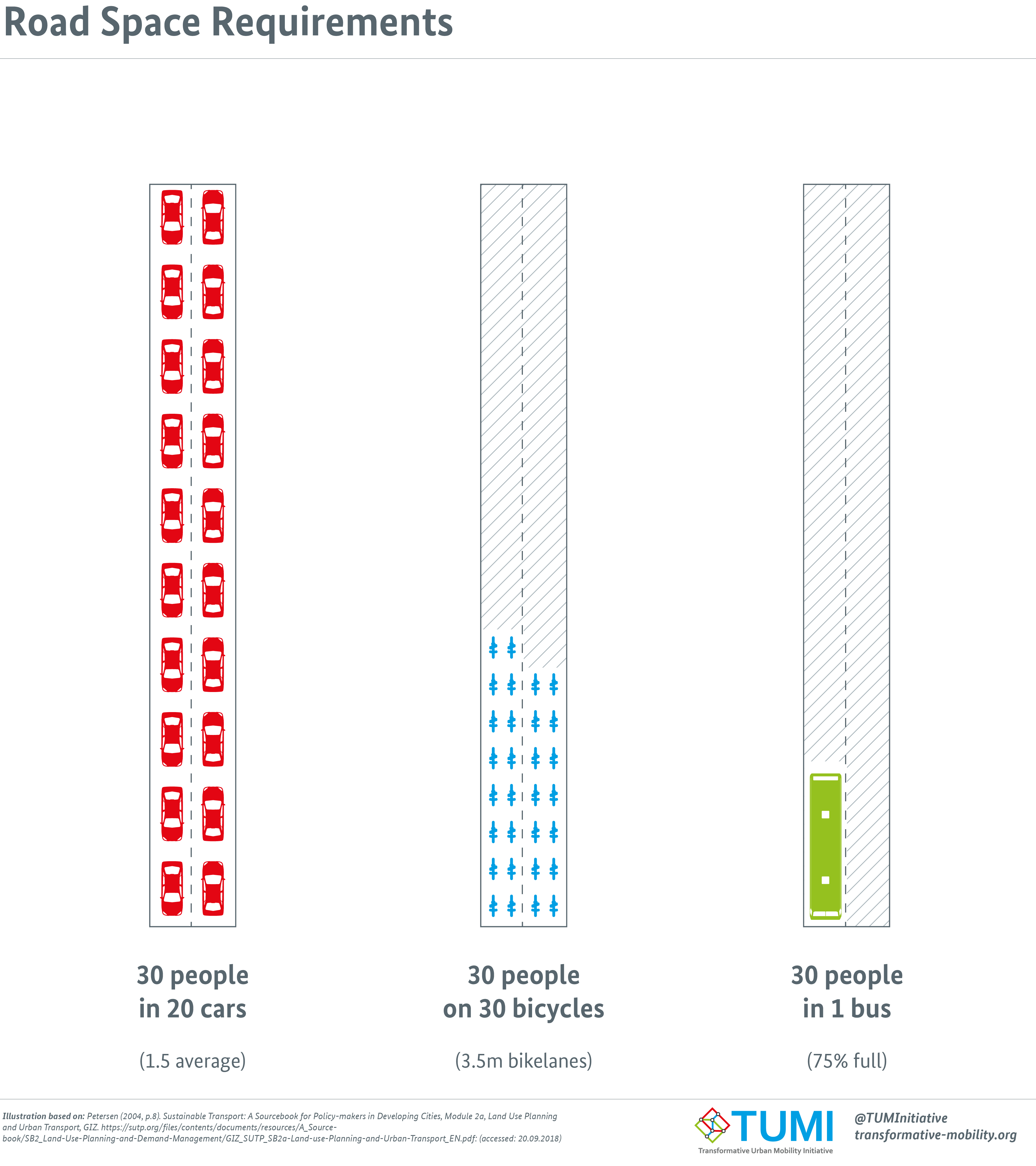
Requisitos de espacio en la carretera

En países como Estados Unidos, la infraestructura que hace posible el uso del automóvil, como autopistas, caminos y estacionamientos, está financiada por el gobierno y apoyada por requisitos de zonificación y construcción. Los impuestos al combustible en Estados Unidos cubren alrededor del 60% de los costos de construcción y reparación de autopistas, pero poco del costo de construir o reparar caminos locales. Los pagos de los usuarios de vehículos motorizados son inferiores a los gastos gubernamentales vinculados al uso de vehículos motorizados en 20-70 centavos por galón de gasolina. Las leyes de zonificación en muchas áreas requieren que los estacionamientos grandes y gratuitos acompañen a cualquier edificio nuevo. Los estacionamientos municipales a menudo son gratuitos o no cobran una tarifa de mercado. Por lo tanto, el costo de conducir un automóvil en los EE. UU. está subsidiado, apoyado por las empresas y el gobierno que cubren el costo de las carreteras y el estacionamiento. Esto se suma a otros costos externos que los usuarios de automóviles no pagan, como los accidentes o la contaminación. Incluso en países con impuestos a la gasolina más altos, como Alemania, los automovilistas no pagan completamente los costos externos que generan.

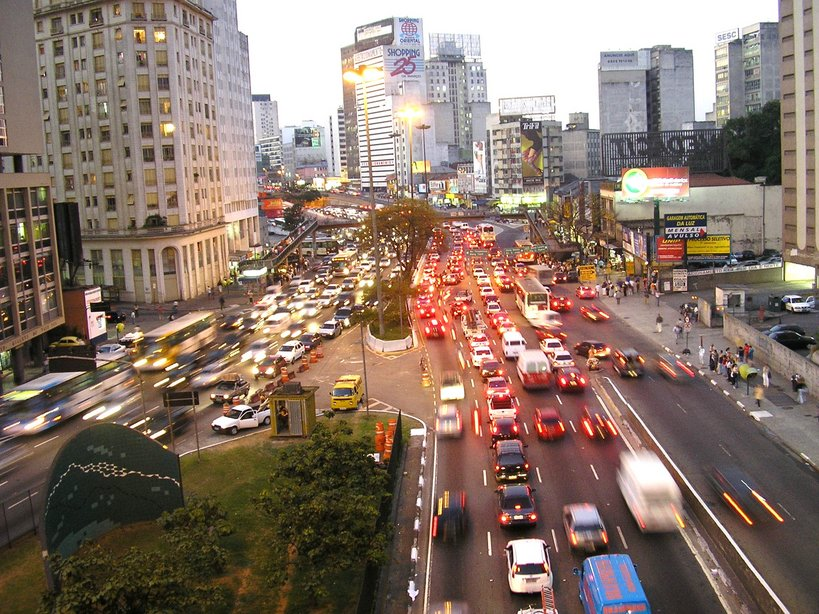
La congestión es un conocido coste externo de la conducción, como en São Paulo (en la foto).

Este apoyo gubernamental al automóvil a través de subsidios para infraestructura, el costo de la aplicación de las leyes de patrullaje en las carreteras, la recuperación de autos robados y muchos otros factores hace que el transporte público sea una opción económicamente menos competitiva para los viajeros cuando se consideran los gastos de bolsillo. Los consumidores a menudo toman decisiones basadas en esos costos y subestiman los costos indirectos de la propiedad, el seguro y el mantenimiento del automóvil.Sin embargo, a nivel mundial y en algunas ciudades de los EE. UU., los peajes y las tarifas de estacionamiento compensan parcialmente estos fuertes subsidios para conducir. Los defensores de las políticas de planificación del transporte a menudo apoyan los peajes, el aumento de los impuestos al combustible, los precios de congestión y los precios de mercado para el estacionamiento municipal como un medio de equilibrar el uso del automóvil en los centros urbanos con modos más eficientes como los autobuses y los trenes.
Cuando las ciudades cobran tarifas de mercado por el estacionamiento y cuando se cobran peajes en los puentes y túneles, la conducción se vuelve menos competitiva en términos de costos de bolsillo. Cuando el estacionamiento municipal tiene precios bajos y las carreteras no tienen peajes, la mayor parte del costo del uso del vehículo se paga con los ingresos generales del gobierno, un subsidio para el uso de vehículos motorizados. El tamaño de este subsidio eclipsa los subsidios federales, estatales y locales para el mantenimiento de la infraestructura y las tarifas reducidas para el transporte público.
En cambio, si bien el ferrocarril implica costos ambientales y sociales, su impacto es muy pequeño. Caminar o andar en bicicleta a menudo tienen impactos positivos netos en la sociedad, ya que ayudan a reducir los costos de salud y prácticamente no producen contaminación.
Un estudio intentó cuantificar los costos de los automóviles (es decir, el uso de los automóviles y las decisiones y actividades relacionadas, como la producción y la política de transporte/infraestructura) en moneda convencional, y descubrió que el costo total de la vida útil de los automóviles en Alemania es de entre 0,6 y 1,0 millones de euros, y la proporción de este costo soportado por la sociedad es de entre el 41% (4674 € al año) y el 29% (5273 € al año). Esto sugiere que los automóviles consumen "una gran parte de los ingresos disponibles", lo que crea "complejidades en las percepciones de los costos de transporte, la viabilidad económica de los modos de transporte alternativos o la justificación de los impuestos".

### Costos privados o internos
En comparación con otros modos populares de transporte de pasajeros, especialmente los autobuses o trenes, el automóvil tiene un costo relativamente alto por pasajero-distancia recorrida. Para el propietario promedio de un automóvil, la depreciación constituye aproximadamente la mitad del costo de funcionamiento de un automóvil, sin embargo, el automovilista típico subestima este costo fijo por un amplio margen, o incluso lo ignora por completo.
En Estados Unidos, los gastos de bolsillo por la propiedad de un automóvil pueden variar considerablemente según el estado en el que vivas. En 2013, los costos anuales de propiedad de un automóvil, incluyendo reparaciones, seguros, gasolina e impuestos, fueron más altos en Georgia ($4,233) y más bajos en Oregón ($2,024) con un promedio nacional de $3,201. Además, el IRS considera, para los cálculos de la deducción fiscal, que el automóvil tiene un costo total para los conductores en los EE. UU. de US$0,55/milla, alrededor de 0,26 EUR/km. Los datos proporcionados por la Asociación Estadounidense del Automóvil indican que el costo de propiedad de un automóvil en los Estados Unidos aumenta aproximadamente un 2% por año. Los datos de 2013 proporcionados por la Asociación Canadiense del Automóvil concluyen que el costo de propiedad de un automóvil compacto en Canadá, incluyendo depreciación, seguro, costos de endeudamiento, mantenimiento, licencia, etc. fue de CA $9500 por año, o aproximadamente US$7300.

#### Velocidad del consumidor
El filósofo austríaco Ivan Illich, crítico de los hábitos de la sociedad moderna, fue uno de los primeros pensadores en establecer el llamado concepto de velocidad del consumidor. Definió el término en su libro de 1974 Energía y equidad como la distancia que recorre una persona promedio cada año, dividida por la cantidad de tiempo dedicado al desplazamiento y actividades relacionadas. Calculó que el varón estadounidense promedio pasaba 1.600 horas al año en actividades relacionadas con el coche (alrededor del 28% del tiempo que pasa despierto) y viajaba 12.100 km en coche cada año, lo que arroja una velocidad del consumidor de aproximadamente 7,6 km/h. En comparación, sus contemporáneos en los países en desarrollo pasaban menos del 8% de su tiempo caminando. En otras palabras, "lo que distingue el tráfico en los países ricos del tráfico en los países pobres no es más kilometraje por hora de vida para la mayoría, sino más horas de consumo obligatorio de altas dosis de energía, empaquetadas y desigualmente distribuidas por la industria del transporte".